# Ilan Pappé
Ilan Pappé (in ebraico אילן פפה, Ilan Pappe; Haifa, 7 novembre 1954) è uno storico israeliano.

## Biografia
Intellettuale e studioso socialista, ebreo e anti-sionista, di formazione comunista, è uno dei rappresentanti della cosiddetta Nuova storiografia israeliana, che ha come fine scientifico ed etico quello di sottoporre a un accurato riesame la documentazione orale, che è prevalsa per decenni, nel tracciare le linee ricostruttive storiche relative alla nascita dello Stato d'Israele e del sionismo; nella "nuova storiografia" Pappé rappresenta la voce più critica nei confronti della leadership israeliana (da Ben Gurion in poi) e in favore dei palestinesi.
Professore cattedratico nel Dipartimento di Storia dell'Università di Exeter (Regno Unito) e co-direttore del suo Centro per gli Studi etno-politici, ha fondato e guidato l'Istituto per la Pace a Givat Haviva (Israele) fra il 1992 e il 2000, e ha ricoperto la cattedra dell'Istituto Emil Touma per gli Studi Palestinesi di Haifa (2000-2008).
Nel 1996 è stato candidato alla Knesset sulla lista dell'Hadash, emanazione del Partito Comunista Israeliano, ma in seguito ha lasciato il Paese. Negli anni successivi Ilan Pappé è stato soggetto e oggetto di numerose polemiche, particolarmente dopo il dibattito sul massacro di Tantura e il suo appello per il boicottaggio delle università israeliane. È entrato in conflitto coi suoi colleghi Benny Morris e Yoav Gelber.

### Posizione sulla guerra del 1948
Ilan Pappé rimette in discussione l'analisi delle cause dell'esodo palestinese del 1948 presentate da Benny Morris. Secondo Benny Morris, l'esodo fu innanzi tutto il risultato della guerra. Prima del maggio del 1948, i Palestinesi fuggivano soprattutto i combattimenti, poi furono generalmente espulsi nel corso delle operazioni militari. Benny Morris spiega di non aver potuto dimostrare che l'esodo palestinese fosse il risultato di una deliberata politica ebraica.
Secondo Ilan Pappé, al contrario, l'esodo palestinese del 1948 può essere paragonato a un'operazione di «pulizia etnica», conseguenza di una politica pianificata da David Ben Gurion e messa in opera dai suoi consiglieri; sempre secondo Ilan Pappé, questa politica fu applicata fin dal dicembre del 1947, ben prima quindi della proclamazione dello Stato d'Israele (1948).

### Posizioni politiche
Pappé non è un sionista ed è stato membro dal 1999 al 2002 del Partito Comunista Israeliano e candidato alla Knesset per Hadash (lista dei comunisti assieme alle Pantere Nere di Israele) nel 1999. Successivamente ha deciso di boicottare la politica e l'università in Israele per protesta contro la politica governativa. Egli sostiene uno stato binazionale laico e secolare comprendente sia ebrei che arabi, in posizione di parità.

## Pubblicazioni
- (EN) Ilan Pappé, The Making of the Arab-Israeli Conflict, 1947-1951, Londra, I.B. Tauris, 1992.
- (FR) Ilan Pappé, La guerre de 1948 en Palestine, Parigi, La fabrique éditions, 2000, ISBN 2-264-04036-X.
- (EN) Ilan Pappé, The Israel/Palestine Question, 1999.
- (EN) Ilan Pappé, History of Modern Palestine: One Land, Two Peoples, Cambridge University Press, 2003, ISBN 0-521-55632-5. (trad. it.  Storia della Palestina moderna. Una terra, due popoli, Nuova edizione aggiornata, Torino, Einaudi, 2014.)
- Ilan Pappé e Hilal Jamil, Parlare con il nemico. Narrazioni palestinesi e israeliane a confronto, Torino, Bollati Boringhieri, 2003.
- (EN) Ilan Pappé, The Ethnic Cleansing of Palestine, Oneworld Publications Limited, 2007, ISBN 978-1-85168-555-4. (trad. it.  La pulizia etnica della Palestina, Roma, Fazi, 2008.)
- Introduzione a (EN) Vittorio Arrigoni, Gaza: Stay Human, Kube Publishing Ltd, 2010, ISBN 978-1-84774-019-9. Traduzione dall'italiano di  Vittorio Arrigoni, Gaza. Restiamo umani, Roma, Il manifesto - Manifestolibri, dicembre 2008 - gennaio 2009, ISBN 978-88-7285-584-3.
- Ilan Pappé, 10 miti su Israele, Tamu Edizioni 2022
- Ilan Pappé, La prigione più grande del mondo, Fazi Editore, Roma 2022.
- Ilan Pappé, Brevissima storia del conflitto tra Israele e Palestina. Dal 1882 a oggi, Fazi Editore 2024.